# Саката, Дайсукэ
Дайсукэ Саката (яп. 坂田 大輔 Саката Дайсукэ, род. 16 января 1983, Иокогама) — японский футболист, нападающий.

## Карьера
Выступал в юношеской команде клуба «Йокогама Флюгерс», который в 1999 году объединился с «Йокогама Маринос» и стал называться «Йокогама Ф. Маринос». В 2001 году был принят в первую команду. Дебютировал в Джей-лиге 16 июня 2001 года в матче против «Токио». Забил первый гол 18 августа 2001 года в матче против клуба «Касива Рейсол».
Входил в молодёжную сборную Японии, которая выступала на молодёжном чемпионате Азии 2002 года в Катаре. Команда заняла второе место и квалифицировалась на молодёжный чемпионат мира 2003 года.
В ОАЭ, где проходил чемпионат, Саката забил 4 гола, включая победный гол в матче против Англии в групповом раунде и золотой гол в 1/8 финала против Южной Кореи, став одним из лучших бомбардиров турнира вместе с Фернандо Кавенаги (Аргентина), Дуду (Бразилия) и Эдди Джонсоном (США). Япония выбыла в четвертьфинале, проиграв Бразилии.
Дебютировал за национальную сборную Японии 6 августа 2006 года в товарищеском матче против Тринидада и Тобаго на национальном олимпийском стадионе в Токио, заменив на 86-й минуте Алекса.
В январе 2011 года, после 10 лет, проведённых в «Йокогама Ф. Маринос», Саката перешёл в греческий клуб «Арис». Полгода спустя вернулся в Японию.